# Julie and the Phantoms
Julie and the Phantoms ist eine US-amerikanische Musical-Comedy-Fernsehserie aus dem Jahr 2020, die im Auftrag des Streaminganbieters Netflix produziert wurde und als Netflix Original am 10. September 2020 veröffentlicht wurde. Die Serie basiert auf der brasilianischen Serie Julie e os Fantasmas. Ausführender Produzent der ersten Staffel war Kenny Ortega, der sich auch schon für High School Musical verantwortlich zeigte. Dan Cross und David Hoge fungierten als Showrunner.
Im Dezember 2021 wurde die Absetzung der Serie nach einer Staffel bekannt.

## Handlung
Seit dem plötzlichen und sehr  frühen Tod ihrer Mutter hat die Highschoolschülerin Julie Molina die Leidenschaft und den Spaß am Musik machen verloren. Doch als sie eines Tages das alte Musikstudio ihrer Mutter betritt und eine alte Demo-CD anhört, tauchen plötzlich dort die Geister von drei jungen Musikern, die gemeinsam die Band Sunset Curve bildeten, auf. Die Drei kamen im Jahr 1995 kurz vor einem wichtigen Auftritt durch den Verzehr von vergifteten Hotdogs ums Leben. Inspiriert von der Geschichte von Sunset Curve, beginnt Julie wieder zu schreiben und zu singen.
Julie und die drei verstorbenen Musiker beschließen eine Band zu gründen: Julie und die Phantoms.  Da die Geister während Auftritten für alle sichtbar sind, absolvieren die vier erste Auftritte, in denen sie als Hologramm-Band auftreten. Damit erreichen die Geister endlich den Erfolg, den sie schon 25 Jahre zuvor verdient hätten. Doch die drei Geister haben auf der Erde noch mehr zu erledigen, um ins Totenreich hinüberzugehen.

## Musik
Jede Folge der ersten Staffel enthält mindestens ein Lied, das von einzelnen Mitgliedern des Cast gesungen wird. Die Lieder wurden speziell für die Fernsehserie geschrieben. Die Veröffentlichung des Soundtracks erfolgte ebenfalls am 10. September 2020.
| Nr. | Titel                                                           | Autor(en) | Interpreten                                                    | Länge |
| --- | --------------------------------------------------------------- | --- | -------------------------------------------------------------- | ----- |
| 1.  | Now or Never (Folge Wake Up)                                    | Doug Rockwell und Tova Litvin                                                                                   | Charlie Gillespie, Owen Joyner und Jeremy Shada                | 03:14 |
| 2.  | Wake Up (Folge Wake Up)                                         | Anne Prevens | Madison Reyes                                                  | 03:37 |
| 3.  | Bright (Folge Bright)                                           | Ali Theodore, Doug Davis, Anthony Mirabella, Susan Paroff, Nikki Sorrentino, James K. Petrie und Jodie Shihadeh | Madison Reyes, Charlie Gillespie, Owen Joyner und Jeremy Shada | 03:12 |
| 4.  | This Band is Back (Reggie’s Jam) (Folge Bright)                 | Doug Rockwell und Tova Litvin                                                                                   | Charlie Gillespie, Owen Joyner und Jeremy Shada                | 01:40 |
| 5.  | Wow (Folge Bright)                                              | David Amber und Erin Bowman                                                                                     | Savannah Lee May                                               | 03:10 |
| 6.  | Flying Solo (Folge Flying Solo)                                 | Jillian Allen, Joleen Belle und Joachim Svare                                                                   | Madison Reyes, Charlie Gillespie, Owen Joyner und Jeremy Shada | 03:04 |
| 7.  | I Got the Music (Folge I Got the Music)                         | Hanna Asres Jones, Jack Kugell und Matt Wong                                                                    | Madison Reyes und Jadah Marie                                  | 03:47 |
| 8.  | The Other Side of Hollywood (Folge The Other Side of Hollywood) | Doug Rockwell und Tova Litvin                                                                                   | Cheyenne Jackson                                               | 03:20 |
| 9.  | All Eyes On Me (Folge Finally Free)                             | Hanna Asres Jones, Jack Kugell und Matt Wong                                                                    | Savannah Lee May                                               | 03:42 |
| 10. | Finally Free (Folge Finally Free)                               | Ali Theodore, Doug Davis, Anthony Mirabella, Susan Paroff Nikki Sorrentino, James K. Petrie und Jodie Shihadeh  | Madison Reyes, Charlie Gillespie, Owen Joyner und Jeremy Shada | 03:01 |
| 11. | Perfect Harmony (Folge Edge of Great)                           | Alana Da Fonseca, Charlie Gillespie und Madison Reyes                                                           | Madison Reyes und Charlie Gillespie                            | 03:24 |
| 12. | Edge of Great (Folge Edge of Great)                             | David Amber und Andy Love                                                                                       | Madison Reyes, Charlie Gillespie, Owen Joyner und Jeremy Shada | 03:01 |
| 13. | Unsaid Emily (Folge Unsaid Emily)                               | Michelle Lewis und Dan Petty                                                                                    | Charlie Gillespie                                              | 03:50 |
| 14. | You Got Nothing to Lose (Folge Stand Tall)                      | Alana Da Fonseca und Vincent Alfieri                                                                            | Cheyenne Jackson                                               | 03:04 |
| 15. | Stand Tall (Folge Stand Tall)                                   | Jakub Vanyo | Madison Reyes, Charlie Gillespie, Owen Joyner und Jeremy Shada | 03:33 |

## Produktion
Julie and the Phantoms ist Teil eines mehrjährigen Vertrags zwischen Netflix und Kenny Ortega. Neben Ortega treten Dan Cross, David Hoge, George Salinas und Jaime Aymerich als ausführende Produzenten auf. Cross und Hoge fungieren als Showrunner.
Die Fernsehserie ist eine US-amerikanische Adaption der brasilianischen Serie Julie e os Fantasmas, die von 2011 bis 2012 auf Nickelodeon ausgestrahlt wurde. Die Dreharbeiten für die erste Staffel fanden von September bis Dezember 2019 im kanadischen Burnaby statt. Der erste Trailer wurde Ende August 2020 veröffentlicht.

## Episodenliste
| Nr. | Deutscher Titel             | Originaltitel               | Regie          | Drehbuch                            |
| --- | --------------------------- | --------------------------- | -------------- | ----------------------------------- |
| 1 | Wake Up                     | Wake Up                     | Kenny Ortega   | David Hoge und Dan Cross            |
| Im Jahr 1995 macht die Band Sunset Curve einen Soundcheck im Orpheum, einem Club in Los Angeles, in dem sie am selben Abend noch auftreten sollen. Drei der vier Mitglieder (Luke, Alex und Reggie) gehen sich Hotdogs aus der Motorhaube eines Wagens holen, während das vierte Bandmitglied, Bobby, zurückbleibt, um mit einer Kellnerin namens Rose zu flirten. Luke, Alex und Reggie essen die „street dogs“ und sterben anschließend, da diese schlecht waren. 25 Jahre später ist es einer Teenagerin namens Julie Molina nicht möglich Musik zu machen, da ihre Mutter vor einem Jahr starb, was – zum Bestürzen ihrer besten Freundin Flynn – zu dem Rausschmiss aus dem Musik-Programm ihrer Schule führt. Als Julie durch die alten Sachen ihrer Mutter geht findet sie eine Sunset Curve CD und spielt sie ab, wodurch die drei verstorbenen Bandmitglieder als Geister von den Toten zurückkommen. Da sich die 25 Jahre für die Jungs nur wie eine Stunde anfühlten, musste Julie ihnen mit einem Artikel beweisen, dass sie vor 25 Jahren starben. Am nächsten Tag setzt sich Julie an das Klavier ihrer Mutter und spielt einen Song, den ihre Mutter für sie geschrieben hat. Ohne es zu wissen, schauen die drei Jungs ihr ungläubig und aufgeregt zu, da die eine Person, die sie sehen kann, auch eine talentierte Musikerin ist. |                             |                             |                |                                     |
| 2 | Bright                      | Bright                      | Kenny Ortega   | David Hoge und Dan Cross            |
| Nachdem die Jungs Julie singen gehört haben, sind sie von ihrem Talent geschockt und fragen sie danach, ihrer Band beizutreten. Julie und Flynn versuchen ihre Musiklehrerin zu überreden, Julie wieder ins Musik-Programm zu lassen, doch diese verneint. Währenddessen macht Ray, Julies Vater Fotos von deren Haus, um es zu verkaufen. Auf den Fotos sind weiße Flecken zu sehen, von denen Carlos, Julies kleiner Bruder meint, es seien Geister. Luke, Alex und Reggie teleportieren sich zum Strand, an dem sie feststellen müssen, an dem man mehr über deren Vorgeschichte und Familie lernt. Später ermutigen die Jungs Julie dazu, den Song „Bright“, den Luke geschrieben hat, vor der Schule zu singen. Als Julie singt, tauchen die Jungs plötzlich ihre Instrumente spielend auf der Bühne auf, und sie merken, dass alle sie sehen können. Als das Lied endet, verschwinden sie wieder. |                             |                             |                |                                     |
| 3 | Flying Solo                 | Flying Solo                 | Paul Becker    | Sean W. Cunningham und Marc Dworkin |
| Nachdem das Lied endet und die Jungs verschwinden, wird Julie mit Fragen bombardiert. Als jemand danach fragt, ob die Band Hologramme waren, sagt sie ja. Durch die Performance wird Julie dann von der Direktorin wieder ins Musik-Programm aufgenommen. Danach fragt Flynn Julie aus, worauf sie sie über die Band anlügt, was Flynn sofort durchschaut, doch Julie sagt ihr nichtsdestotrotz immer noch nicht die Wahrheit. Im Studio flippt Alex wegen den vielen Fragen und wenigen Antworten über das Geister-Dasein aus, doch Luke und Reggie sehen es als zweite Chance, da sie mit Julie die Möglichkeit haben, die Band zu sein, die sie nie sein konnten. Um seinen Kopf freizukriegen, geht Alex spazieren und wird von Willie, einem Geist und Skateboarder, umgefahren. Willie bemerkt, dass für Alex das Geistsein noch neu ist und beantwortet ihm einige Fragen. Luke und Reggie finden eine Text in Julies Zimmer, den sie benutzen, um einen Song zu kreieren. Julie kommt zurück und die beiden fragen sie ob, sie ihrer Band beitreten will, doch sie kann an nichts anderes als an Flynn denken. Später findet sie Flynn und sagt ihr die Wahrheit. Sie glaubt ihr erst nicht, doch als Julie „Flying Solo“ singt und die Jungs sichtbar werden, ohne einen Hologramm-Projektor in Sicht, ist sie überzeugt. |                             |                             |                |                                     |
| 4 | I Got the Music             | I Got the Music             | Kenny Ortega   | Nora Sullivan                       |
| Willie nimmt Alex mit in ein geschlossenes Museum, um ihm zu helfen, sich zu entspannen. Als die Jungs später mit Julie an einem neuen Song arbeiten, zeigt Julie ihnen den Sänger Trevor Wilson und schockt sie mit der Erkenntnis, dass Trevor eigentlich deren altes Bandmitglied Bobby ist und ihre Musik als seine eigene ausgegeben hat, was ihn reich und berühmt machte. Die Jungs teleportieren sich weg, um Trevor heimzusuchen und fragen später auch Willie um Hilfe. Dieser bringt sie zum Hollywood Ghost Club, um Caleb Covington, einen Geist mit mächtigen Kräften zu treffen. |                             |                             |                |                                     |
| 5 | The Other Side of Hollywood | The Other Side of Hollywood | Kenny Ortega   | David Hoge und Dan Cross            |
| Caleb Covington zeigt Luke, Alex und Reggie die Wunder des Hollywood Ghost Club und die Jungs sind fasziniert von den Musikperformance-Nummern. Währenddessen legt Flynn auf dem High School Tanz auf, auf dem Julie and The Phantoms später noch auftreten sollen. Allerdings verlieren die Geister schnell die Zeit aus den Augen und Julie ist gezwungen den Gig abzusagen. Nachdem die Jungs merken, dass es inzwischen 12 Uhr ist, wollen sie gehen, doch davor gibt ihnen Caleb noch einen mysteriösen Stempel aufs Handgelenk. Als sie an der Schule ankommen, konfrontiert Julie sie und tritt aus der Band aus. Nachdem Julie gegangen ist, werden die Jungs plötzlich von einem schmerzhaften Schockstoß überrascht, welchen Reggie mit ihrem Tod vor 25 Jahren vergleicht. |                             |                             |                |                                     |
| 6 | Finally Free                | Finally Free                | Kristin Hanggi | Sean W. Cunningham und Marc Dworkin |
| Der Coach des Lacrosse-Teams zwingt das Team dazu, Julies Tanzklasse beizutreten, um ihre Mobilität zu verbessern, da sie zur Zeit Spiele verlieren. Nick und Julie werden dadurch Tanzpartner. Luke schreibt die Band für einen Talentwettbewerb ein, in der Hoffnung, dass Julie der Band nach dem Tanz wieder beitreten wird. Daraufhin beschuldigt sie Luke selbstsüchtig zu sein, aber Luke und Reggie wollen ihr das Gegenteil beweisen, indem sie sie zum Haus von Lukes Eltern bringen, das Luke regelmäßig besucht seit er tot ist. Julie hat einen Sinneswandel und hilft den Jungs dabei, für einen neuen Song für ihren Auftritt bei der Talent-Show zu proben. Aber am selben Tag findet Julies Vater heraus, dass sie drei Stunden und einen Mathe-Test verpasst hat, weshalb er ihr Hausarrest gibt. Auf Vorschlag von den Jungs schleicht sie sich aus dem Zimmer und macht mit den Jungs den Gig. Nach der Show, kommt ein Talent Scout auf Julie zu, doch als sie sich ihr vorstellen will, wird sie von Julies Vater unterbrochen, der sie nach zitiert. |                             |                             |                |                                     |
| 7 | Edge of Great               | Edge of Great               | Kabir Akhtar   | Nora Sullivan und Leilani Downer    |
| Nachdem Ray Julie fürs Rausschleichen zurechtgewiesen hat, schafft sie es ihn davon zu überzeugen, weiter mit der Band aufzutreten. Ray fühlt sich schuldig, da er das Treffen von der Band und dem Talent Scout, also lässt er Julie eine Party bei ihnen Zuhause veranstalten, sodass die Band auftreten und er den Gig für YouTube filmen kann. Unter dem Vorwand, über die Songauswahl für die Party zu reden, flirtet Luke mit Julie. Nick unterbricht die beiden, weil er nervös wegen ihrer Tanzdarbietung ist. Während Nick und Julie ihren Titel singen, stellt sich Julie vor, sie tanze mit Luke. Alex erwischt Willie dabei, ihn auszuspionieren, aber Willie verschwindet schnell wieder, sodass der verwirrte Alex ihn nicht konfrontieren kann. Später treten Julie and the Phantoms auf und Ray filmt den Gig und stellt ihn ins Internet. Am Ende der Folge entscheidet Willie sich dazu, reinen Tisch zu machen und den Jungs zu erklären, was mit ihnen wegen Calebs Stempel/Fluch passiert. Er erklärt ihnen, dass sie den Fluch austricksen können, indem sie ihre „offene Rechnung“ (eng. „unfinished business“) begleichen. Die Jungs denken, das erreichen sie, indem sie im Orpheum auftreten, da sie in ihrem ersten Leben nie dazu kamen. |                             |                             |                |                                     |
| 8 | Unsaid Emily                | Unsaid Emily                | Kabir Akhtar   | Leah Keith                          |
| Zu Beginn der Episode sitzt Alex im Orpheum und erinnert sich an den die Nacht, in der er, Luke und Reggie gestorben sind. Willie taucht auf und entschuldigt sich bei ihm dafür, ihn Caleb vorgestellt zu haben. Julie besucht Lukes Eltern, um seiner Mutter, Emily, einen Song zu zeigen, den Luke über sie geschrieben hat, da sie denkt, dass es Luke hilft. Nach dem Treffen erzählt Luke Julie, dass die Band eine offene Rechnung begleichen müssen, um auf die andere Seite zu wechseln, ansonsten würden sie aufhören zu existieren. Julie ist anfänglich entsetzt, doch als sie ein Sunset Curve T-Shirt bei den Sachen ihrer Mutter findet, erkennt sie, dass ihre Mutter (Rose, die Kellnerin in der ersten Folge, ist ihre Mutter) mit den Jungs verbunden ist. Obwohl Julie traurig ist, dass sie ihre Bandmitglieder nie wieder sehen wird, hilft sie ihnen einen Plan zu entwickeln, um im Orpheum aufzutreten. |                             |                             |                |                                     |
| 9 | Stand Tall                  | Stand Tall                  | Kenny Ortega   | David Hoge und Dan Cross            |
| Willie hilft Julie and The Phantoms als Vorgruppe für Panic! at the Disco im Orpheum zu spielen. Carrie sieht sich ein Video von Julie and The Phantoms an ihrem Laptop an, was ihr Vater, Trevor, sieht und die Jungs als seine toten Sunset Curve Bandmitglieder erkennt. Als die Jungen sich zum Orpheum teleportieren wollen, taucht Caleb auf, transportiert sie zum Hollywood Ghost Club und zwingt sie, mit ihm und seinem Orchester aufzutreten. Da der Auftrittsstart immer näher kommt und die Jungs immer noch nicht da sind, wird Julie bange, doch sie erhält ein Zeichen, dass sie auftreten soll. Deshalb nimmt sie ihr Schicksal selbst in die Hand und geht alleine auf die Bühne. Zum Glück können die Jungs Caleb noch entkommen und tauchen einer nach dem anderen auf kurz nachdem Julie beginnt. Am Ende der Performance verschwinden die Jungs, was Julie in dem Glauben lässt, sie seien auf die andere Seite gewechselt. Julie geht nach Hause ins Studio und stellt fest, dass das Orpheum nicht deren offene Rechnung war, da sie im Studio vor Schmerzen auf dem Boden liegen. Julie bettelt sie an, Calebs Band beizutreten, doch sie weigern sich, da sie ohne Julie keine Musik machen wollen. Julie und Luke umarmen sich, wodurch sie merken, dass sie sich berühren können und Luke beginnt sich wieder stärker zu fühlen. Alex und Reggie machen bei der Gruppenumarmung mit und Calebs Fluch wird von ihnen genommen. Am nächsten Tag kommt Nick mit Blumen zu Julies Haus, aber Caleb taucht auf und ergreift von ihm Besitz. Dann öffnet Julie die Tür und grüßt Nick, da sie nicht weiß, dass sie eigentlich mit Caleb spricht. |                             |                             |                |                                     |
| Am 10. September 2020 wurde die erste Staffel weltweit bei Netflix veröffentlicht. |                             |                             |                |                                     |

## Rezeption
Auf Rotten Tomatoes vergaben 100 Prozent der Zuschauer und 87 Prozent der Kritiker mehr als 3,5 Sterne, in der Internet Movie Database bewerteten mehr als 500 Zuschauer die Serie im Durchschnitt mit 8,0 von 10 Sternen. Auf Metacritic erreicht die Serie 77 von 100 möglichen Punkten, basierend auf sieben Kritiken.
Ellen Jones vom britischen Guardian vergab für die erste Staffel 4 von 5 möglichen Sternen, und schreibt, dass Julie and the Phantoms eine willkommene Pause ist von der Welt, die sich mit selbstverletzendem Verhalten in TikTok-Videos und Lockdowns aufgrund der COVID-19-Pandemie beschäftigen muss. Die Serie erinnert sie einfach an eine glückliche und einfachere Zeit.